# Société mahoraise de stockage des produits pétroliers
La Société mahoraise de stockage des produits pétroliers, ou SMSPP, est l'entreprise qui détient le monopole légal de l'importation des produits pétroliers à Mayotte, département d'outre-mer français dans le sud-ouest de l'océan Indien.